# الرقابة في الهند
الرقابة في الهند تشمل الرقابة في الهند عمومًا قمع الحديث أو غيره من أشكال التواصل العام بين الناس، الأمر الذي يثير قضايا حرية التعبير، التي يحميها الدستور الهندي. 
يضمن الدستور الهندي حرية التعبير، ولكنه يضع بعض القيود على المحتوى، للحفاظ على التجانس الطائفي والتجانس الديني، بسبب تاريخ الهند الحافل بالتوتر الطائفي. طبقًا لقواعد تكنولوجيا المعلومات في عام 2011، يشمل المحتوى المعترض عليه أي شيء «يهدد وحدة وسلامة وأمن ودفاع الهند، أو العلاقات الطيبة مع الدول الأخرى أو النظام العام.»
أعطى تقرير الحرية في العالم التابع لبيت الحرية الهند تقييمًا بـ2.5 في عام 2018 على مقياس الحرية، و3 في الحريات، و2 في الحقوق السياسية، لتنال لقب دولة حرة. يتراوح التقييم بين 1 (حر للغاية) و7 (الأقل حرية). يقيم المحللون من مراسلين بلا حدود الهند في المرتبة 133 على العالم فيما يخص مؤشر حرية الصحافة الخاص بهم في عام 2017. أعطى تقرير حرية الصحافة التابع لبيت الحرية الهند درجة «حرة جزئيًا» في عام 2016، لتكون نتيجتها في حرية الصحافة 41 (في مقياس من 0 إلى 100، يكون الأقل فيه أفضل).

## القوانين

### الفحش
يُمنع نشر المواد الإباحية بالرغم من شرعية مشاهدتها وحيازتها. يسمح المجلس المركزي لاعتماد الأفلام بإصدار الأفلام ذات محتوى جنسي (المقيمة بـ«أ»)، ولا يُسمح بمشاهدتها إلا في مناطق محدودة ولا يشاهدها إلا من تجاوز الثامنة عشرة من عمره. بثت محطة تلفزيون دوردارشان التابعة للبث العام الهندي هذه الأفلام في الأوقات المتأخرة من الليل. تخضع الأفلام ومسلسلات التليفيزيون وفيديوهات الموسيقى إلى قطع مشاهد وربما المنع، إلا أن المنع في أغلب الأحوال لا يكون بسبب المحتوى الإباحي. المجلات الإباحية غير مسموح بها، ولكن توجد بعض المنشورات خفيفة المادة الإباحية متاحةً في الهند عند العديد من البائعين، الذين يضعونها في أسفل المجلات غير الإباحية، ويتيحونها عند الطلب. من الصعب إيجاد المجلات غير الهندية (ومنها بلاي بوي)، سواء كانت تلك المنشورات خفيفة المحتوى الإباحي أو ثقيلة. تُعتبر مراسلة المجلات الإباحية في دولة مسموح بها وجود تلك المجلات قانونيًّا من الهند غير قانوني أيضًا. عمليًا، يصادر تلك المجلات المجلس المركزي للعادات والضرائب غير المباشرة، ضمن إطار خرق القانون، مما يتطلب فحص قانوني مفصل نتيجة لذلك. 

### الأمن القومي
يُستخدم قانون الأسرار الرسمية لحماية المعلومات الرسمية، المتعلقة أساسا بالأمن القومي.

## الرقابة على الإعلام

### الصحافة
تتمتع الصحافة الهندية الآن بحرية هائلة. يلزم الدستور الهندي بحرية التعبير، ويضمن ويحمي حرية الصحافة. إلا أن حرية الصحافة لم تكن متاحة هكذا دائمًا. في عام 1975، فرضت حكومة أنديرا غاندي رقابة على الصحافة أثناء الطوارئ. أزيلت هذه الرقابة بعد انتهاء الحكم بالطوارئ في مارس عام 1977. في اليوم التالي لفرض الطوارئ، في 26 يونيو عام 1975، جاء العنوان في عمود النعي «الديمقراطية زوجة الحقيقة، وأم الحرية وأخت الإيمان والأمل والعدل، انتهت صلاحيتها في 16 يونيو». في عام 1988، عرض راجيف غاندهي قانون البهتان، ولكنه سُحب فيما بعد نظرًا للمعارضة القوية.
في 2 أكتوبر عام 2016 طلبت حكومة كشمير وجامو من الصحيفة الكشميرية «كشمير ريدر أو قارئ كشمير» التوقف عن الصدور. جاء أمر الحظر، الذي أصدره النائب المفوض لسريناغار فاروق أحمد لون، معللًا  ذلك بأن الجريدة تنشر محتوى «يحرض على العنف وإزعاج الاستقرار العام». جاء هذا الحظر بعد أسابيع من الاضطراب في وادي كشمير، بعد قتل برهان واني قائد الجماعة الإرهابية «حزب المجاهدين». يشجب الصحفيون هذا الفعل باعتباره تعدي على حرية الصحافة والتعبير وعلى الديمقراطية في كشمير، ولأنه جزء من الحملة الحكومية الضخمة للرقابة. احتج الصحفيون على ذلك خلال القيام بمسيرة إلى مديرية المعلومات والعلاقات العامة، بينما قامت نقابة المحررين في كشمير باجتماع طارئ في سريناغار، وطالبوا الحكومة برفع الحظر فورًا، وطلبوا من مجلس الصحافة في الهند بالتدخل. انتقد العديد من الأفراد والأكاديميين والجماعات المدنية تلك الحركة في كشمير، بالإضافة إلى جماعات الحقوق الدولية، مثل تحالف المجتمع المدني في جامو وكشمير، وتحالف كشمير الاقتصادي، ومركز كشمير للدراسات الاجتماعية والنمائية ومنظمة العفو الدولية، بين آخرين. وقفت أغلب الصحف اليومية في كشمير بجانب كشمير ريدر، وادعوا أن إغلاقها يُعتبر انتقامًا حكوميًا من الصحيفة لمراسلتها أحداث الاضطراب كما حدثت على الأرض. سجل قادة حريات، المعروفون بموقفهم البطولي فيما يخص استقلال كشمير، احتجاجهم ضد حظر الصحيفة. أصدرت منظمة العفو الدولية تصريحًا تقول فيه: «من الواجب على الحكومة أن تحترم حرية الصحافة، وحق الناس في الحصول على المعلومات» بينما تنتقد المنظمة الحكومة لإغلاقها الجريدة لمجرد معارضتها لها. يدعي الصحفيون المرتبطون بالجريدة أنهم لم يتلقوا أي محضر أو بلاغ، وطُلب منهم التوقف عن الإنتاج الصحفي في الحال دون تحذير، على عكس إدعاءات حكومة جامو وكشمير، وهو ما يعرض للفجوة الإعلامية الكبيرة في كشمير. منعت حكومة الدولة في وقت سابق صحفًا لمدة أيام في يوليو، مسمية تلك الحركة «إجراء مؤقت للتعامل مع الموقف غير العادي» لإلقاء اللوم على الشرطة بعد رد الفعل العنيف، وبالتالي طلبوا من الصحافة مواصلة النشر. واصلت الصحيفة النشر في 28 ديسمبر عام 206 بعد رفع الحكومة للحظر بعد مرور نحو ثلاث أشهر.

### الضمانات
أثناء نطق المحكمة العليا حكمها في قضية سبورتورلد في عام 2014، أفادت بأن «الصور العارية أو شبه العارية للنساء... لا تُعتبر بحد ذاتها فاحشة». 

### الأفلام
هيئة الرقابة الفنية على الأفلام في الهند هي المجلس المركزي لاعتماد الأفلام. تأمر تلك الهيئة بصورة منتظمة كل المخرجين بإزالة كل الأمور التي تبدو مسيئة، مثل الجنس والعري والعنف أو المواضيع المنحرفة سياسيًا.
 

طبقًا للمحكمة العليا الهندية:
تكون الرقابة على الأفلام ضرورية لأن الفيلم يشجع الفكر والفعل ويضمن درجة من الانتباه مقارنة بالكلمة المطبوعة. إن خليط الكلام والفعل، الصوت والصورة في الظلام الجزئي للعرض مع إبعاد كل الأفكار المشتتة سيكون له تأثير قوي على العقول وربما يؤثر في المشاعر. وبالتالي، فإن لها احتمالية الشر بقدر ما لها احتمالية الخير، ولها القدرة على زرع أفكار عنيفة أو سلوكيات سيئة. لا يمكن مقارنتها بأي وسيلة أخرى للتواصل. وبالتالي فإن الرقابة والحذف المسبق ليستا مرغوبتين فقط، ولكنهما ضرورتان. 
في عام 2002، طُلب من صانع الأفلام أناند باتواردهان أن يزيل 21 مشهدًا من فيلمه الحرب والسِلم قبل السماح بعرضه في السينما، الذي يصور فيه مشاهد الاختبارات النووية وأحداث 11 سبتمبر 2001. اعترض باتواردهان قائلًا: «المشاهد المطلوب حذفها سخيفة للغاية، ولن يصمدوا إذا حكمنا القضاء» و«لكن إذا حُذفت تلك المشاهد، فإنها ستكون بمثابة نهاية حرية التعبير في الإعلام الهندي.» أعلنت المحكمة أن طلبات الحذف غير دستورية وعُرض الفيلم بدون حذف.
أثار صانع الأفلام والرئيس السابق لمجلس الرقابة في الدولة فيجاي أناند جدلًا باقتراحه تقنين عرض الأفلام المقيمة بـX في سينمات مختارة على مستوى الدولة، قائلًا «الأفلام الإباحية تُعرض في كل مكان في الهند... وأفضل طريقة لمحاربة انتشار الأفلام الزرقاء هي بعرضها في السينما برخص مصرح بها». استقال بعد سنة من تحمل المسئولية في مجلس الرقابة بسبب الانتقادات المستمرة لتحركاته.